# Lützow (Schiff, 1915)
Die Lützow war ein Großer Kreuzer (Schlachtkreuzer) der Kaiserlichen Marine. Sie war das zweite von drei Schiffen der Derfflinger-Klasse. Das Schiff wurde nach dem preußischen General Adolf Freiherr von Lützow benannt.

## Geschichte

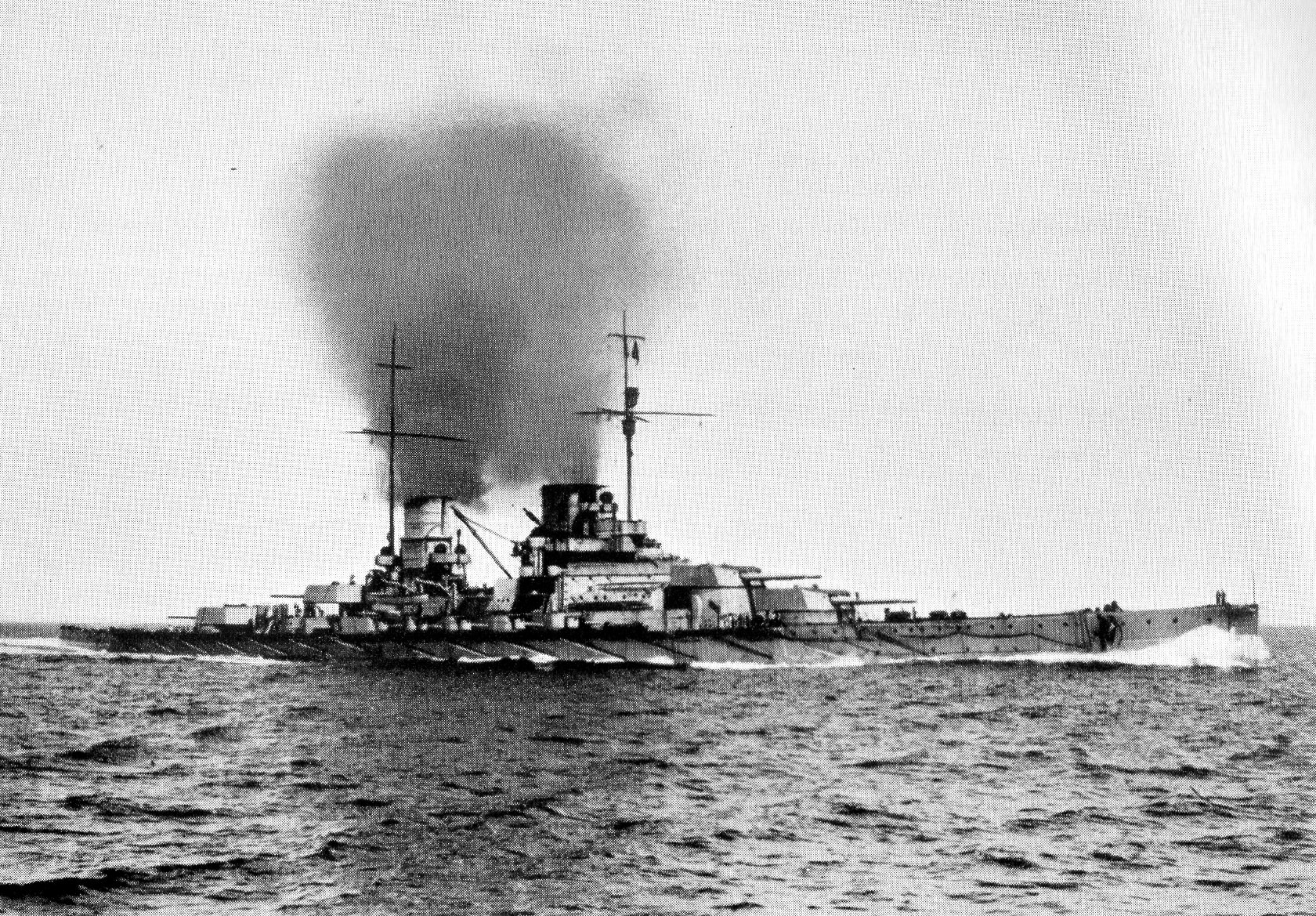
Schlachtkreuzer (Großer Kreuzer) Lützow

Die Lützow konnte wegen Schäden, die während ihrer Testfahrten an ihren Turbinen entstanden, erst im März 1916 ihren Dienst in der Flotte aufnehmen und gehörte von da an zu Admiral Franz Hippers I. Aufklärungsgruppe. Sie diente dem Admiral bis zu ihrer schweren Beschädigung in der Skagerrakschlacht als Flaggschiff. Ihren ersten Kampfeinsatz hatte sie am 24./25. April 1916 beim Angriff auf die britische Küste bei Lowestoft und Great Yarmouth, allerdings unter dem Befehl von Konteradmiral Friedrich Boedicker, da Hipper sich zu dieser Zeit auf Genesungsurlaub befand.
Am 31. Mai 1916 nahm die Lützow an der Skagerrakschlacht teil und trug gemeinsam mit ihrem Schwesterschiff Derfflinger zur Versenkung des britischen Schlachtkreuzers Invincible bei.

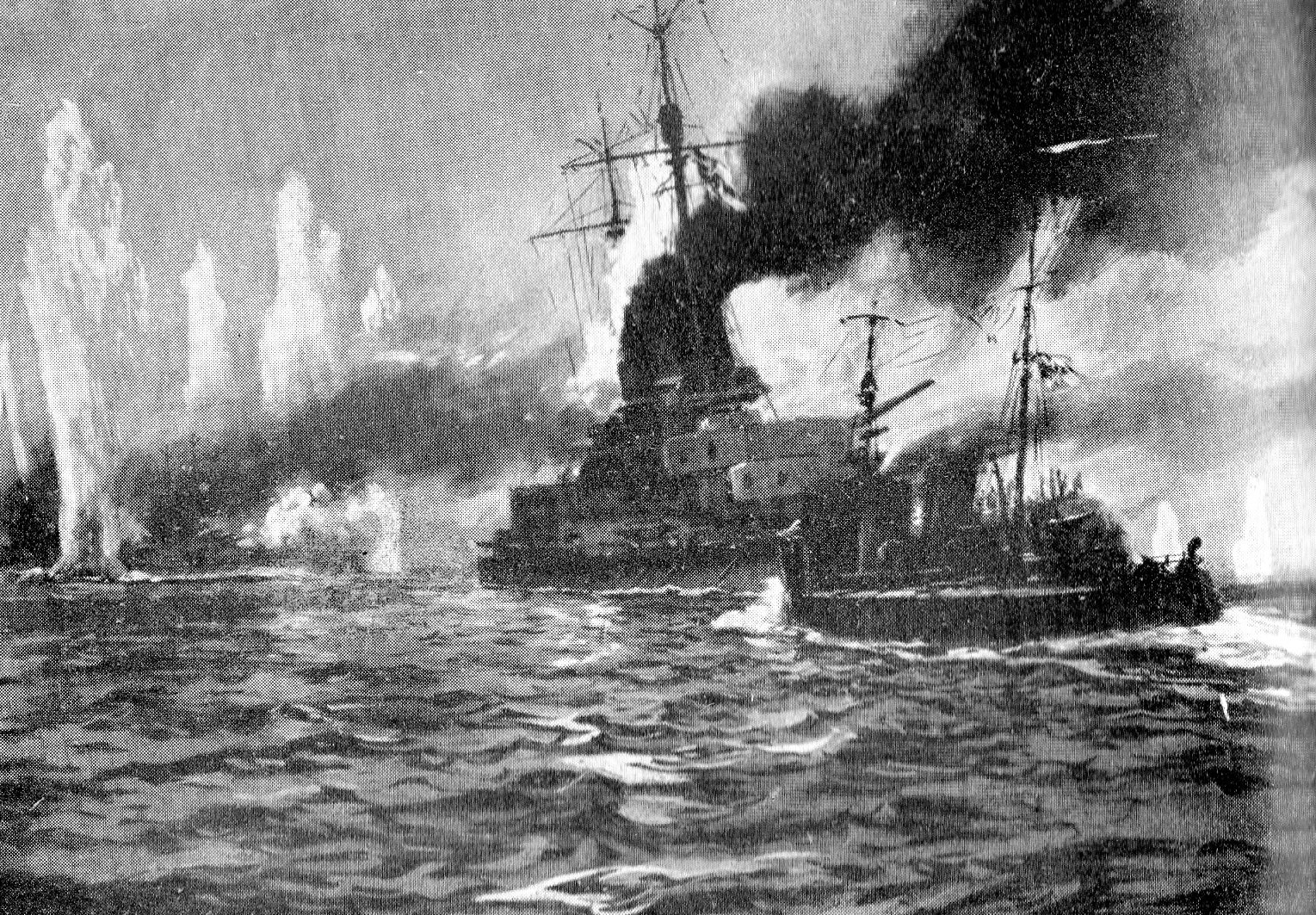
„Das Torpedoboot G 39 übernimmt in der Skagerrakschlacht am 30. Mai 1916 Vizeadmiral Hipper und seinen Stab von SMS Lützow“. Gemälde von Hans Bohrdt

Dabei wurde die Lützow von mindestens zehn schweren Geschossen getroffen und erhielt einen Torpedotreffer, bei dem 115 Mann der Besatzung starben. Durch zwei Treffer unterhalb der Wasserlinie in den vorderen Torpedoraum drangen große Mengen Wasser ins Schiff ein. Das führte dazu, dass die Lützow wegen des überspülten Vorschiffs kaum noch Fahrt machen konnte. Admiral Hipper ließ ein Torpedoboot längsseits kommen und stieg mit ihm auf den Großen Kreuzer Moltke um. Von dort führte er das Gefecht weiter und die Lützow wurde unter Kapitän zur See Victor Harder zur Reparatur nach Wilhelmshaven entlassen.
Als Geleitschutz wurden die Torpedoboote G 38, G 39 und G 40 zugeteilt, die noch durch die Boote G 37 und V 45 unterstützt wurden.
Während des nächtlichen Rückmarsches musste zuletzt über Heck gefahren werden, um die vorderen Querschotten zu entlasten. Die Wassermassen im Vorschiff hatten mittlerweile auf bis zu 7500 t zugenommen, so dass die Lützow nicht mehr manövrierfähig war: das Heck ragte mit Ruder und die noch drehenden Schrauben aus dem Wasser. Das Schiff musste schließlich, nachdem es bereits für das Abschleppen nach Wilhelmshaven vorbereitet worden war, doch aufgegeben werden, da es nicht gelang, die Lützow rechtzeitig aus dem Feuerbereich der sich nähernden britischen Flotte zu schleppen. Die Besatzung wurde von den Torpedobooten übernommen, und die Lützow wurde am frühen Morgen des 1. Juni 1916 von G 38 mit zwei Torpedos versenkt. An Bord befanden sich noch 17 Besatzungsmitglieder, die im Steuerbord-Dynamoraum eingeschlossen waren und nicht gerettet werden konnten. Diese Tatsache wurde allerdings weder im Kriegstagebuch noch in anderen Berichten erwähnt. Möglicherweise ist das Wrack daher ein Kriegsgrab.

### Wrack
Das Wrack liegt auf der Position 56° 16′ 36″ N, 5° 38′ 54″ O. Es wurde im Juni 2015 durch das britische Aufklärungsschiff Echo entdeckt; Fotos des Wracks wurden im September des Jahres veröffentlicht.

## Rezeption

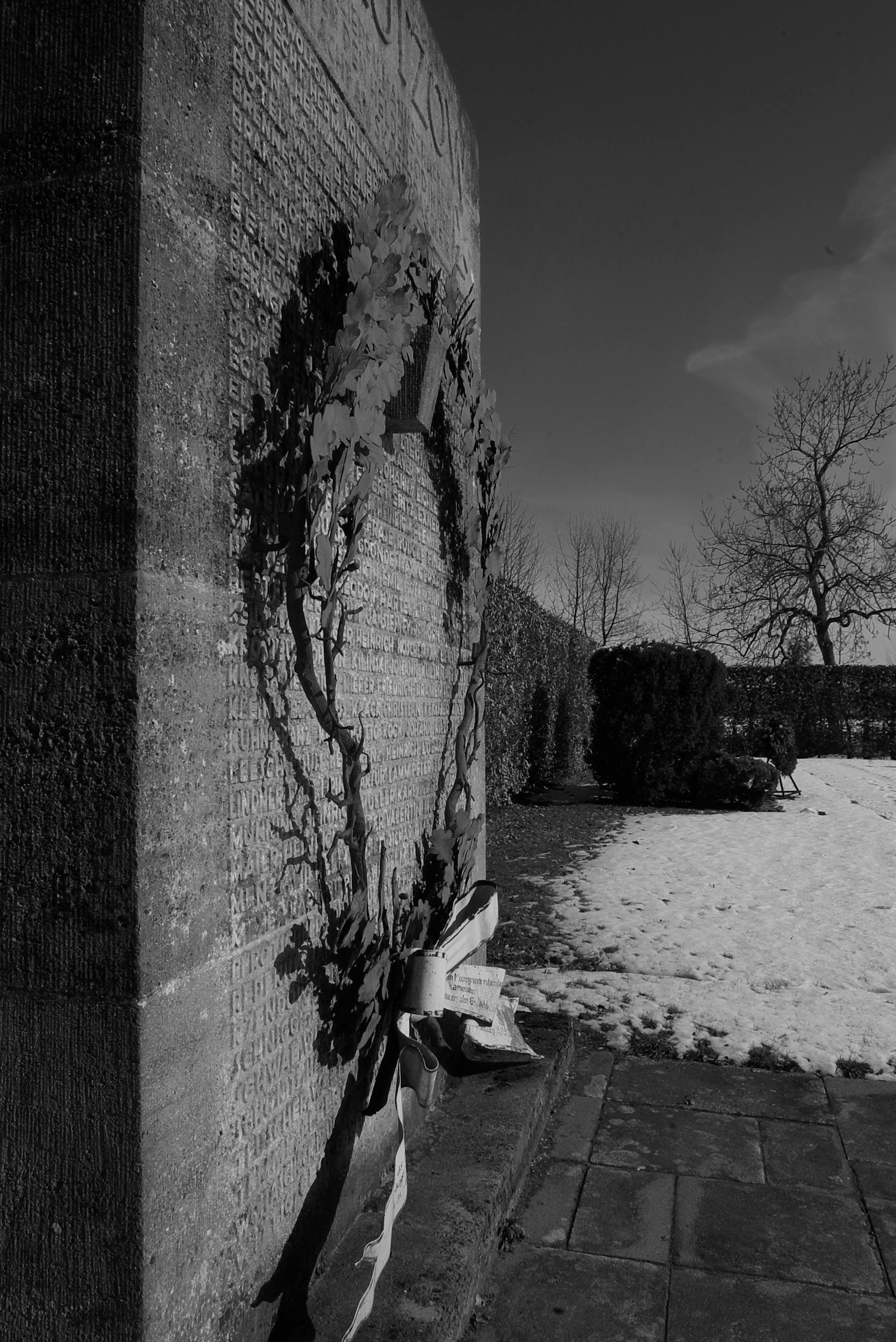
Ehrenfriedhof (Wilhelmshaven), Denkmal für die Lützow

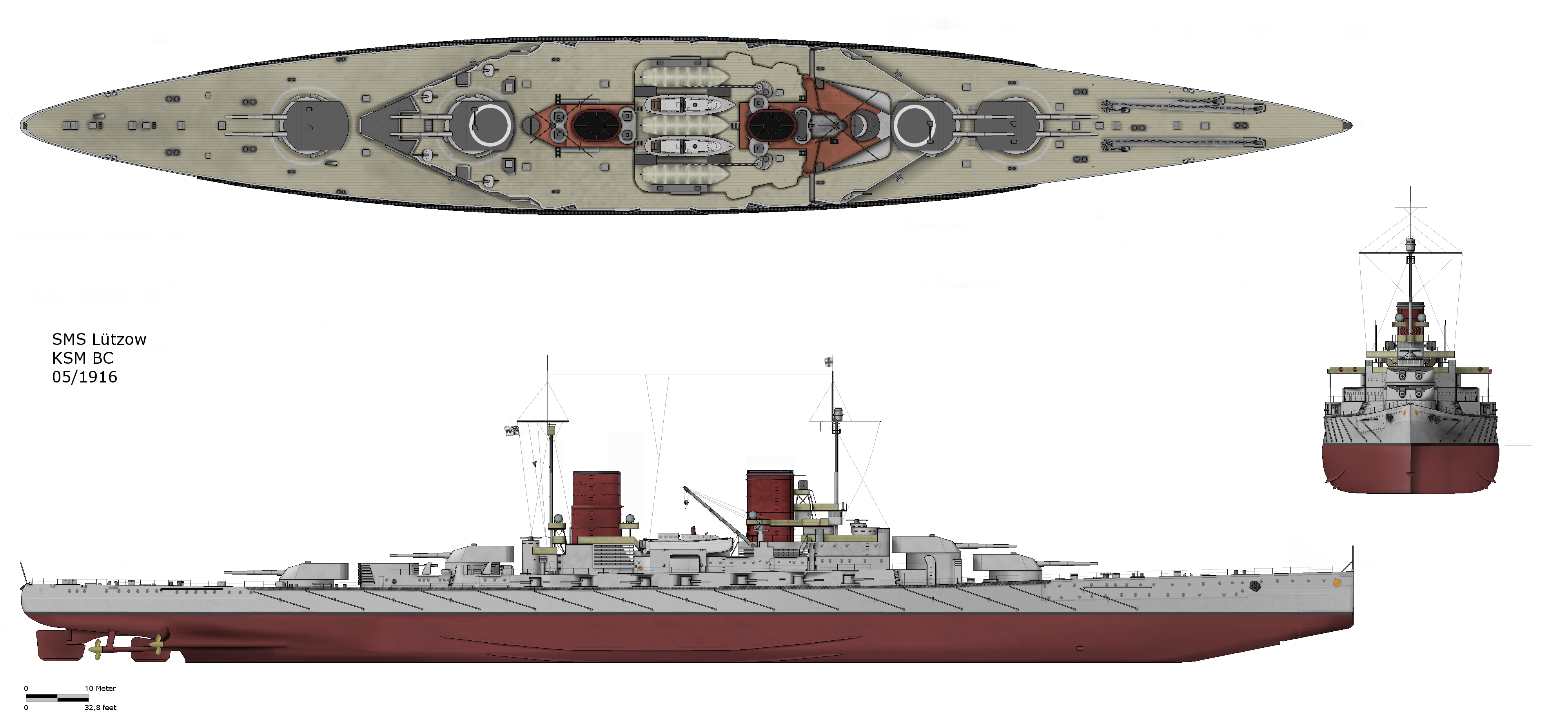
Farbzeichnung der Lützow

Als Konsequenz aus diesen verhängnisvollen Treffern wurde auf den Schwesterschiffen das vordere Torpedorohr ausgebaut und der dazugehörige Raum in mehrere wasserdichte Zellen aufgeteilt.
Ein gut erhaltenes Modell des Schiffs wird im Braunschweigischen Landesmuseum ausgestellt.

## Kommandant
- Kapitän zur See Victor Harder: von August 1915 bis Juni 1916 (Untergang)